# Neuer Zollhof

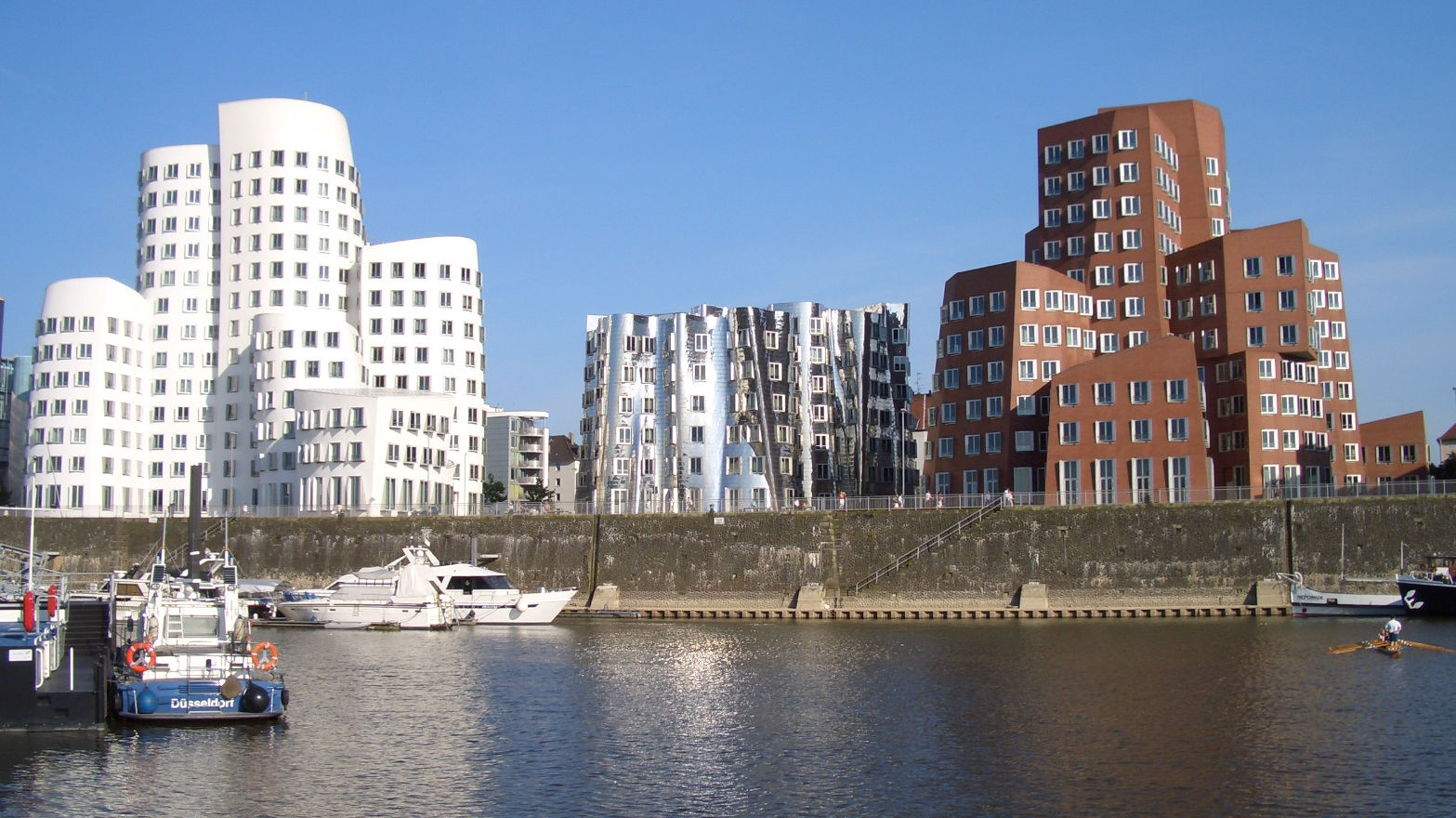
Neuer Zollhof

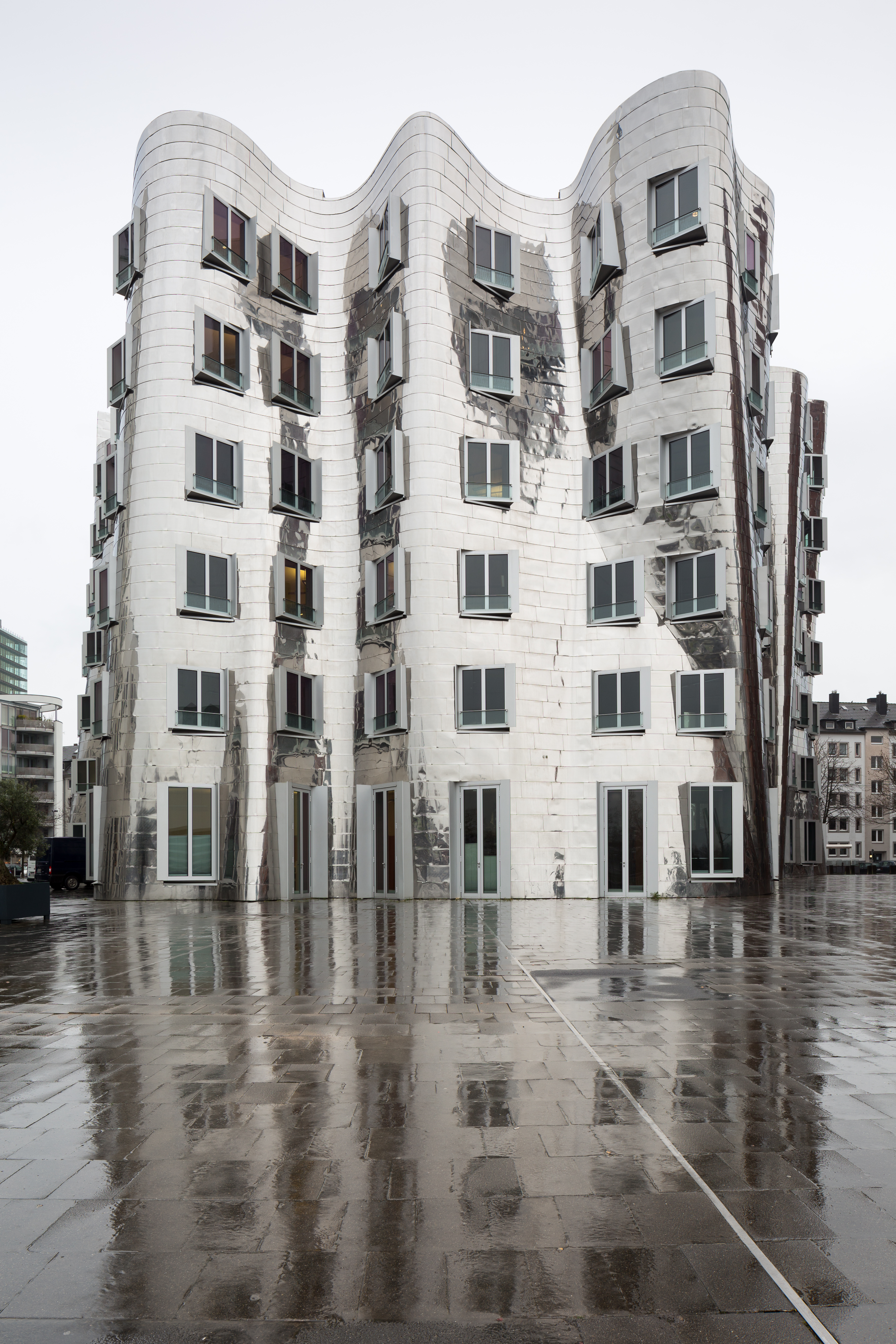
Neuer Zollhof

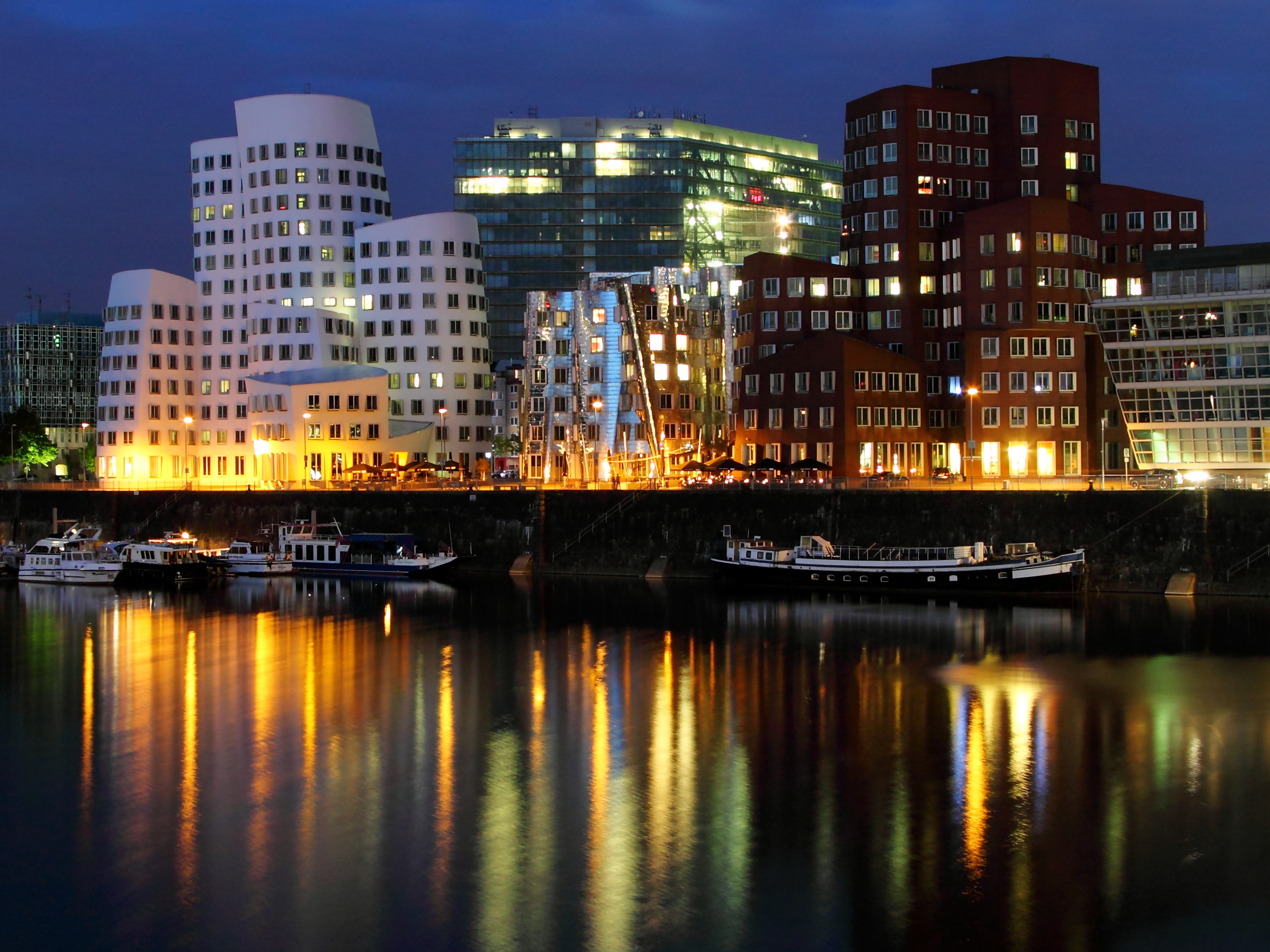
Zdjęcie w nocy z biurowcem Stadttor w tle

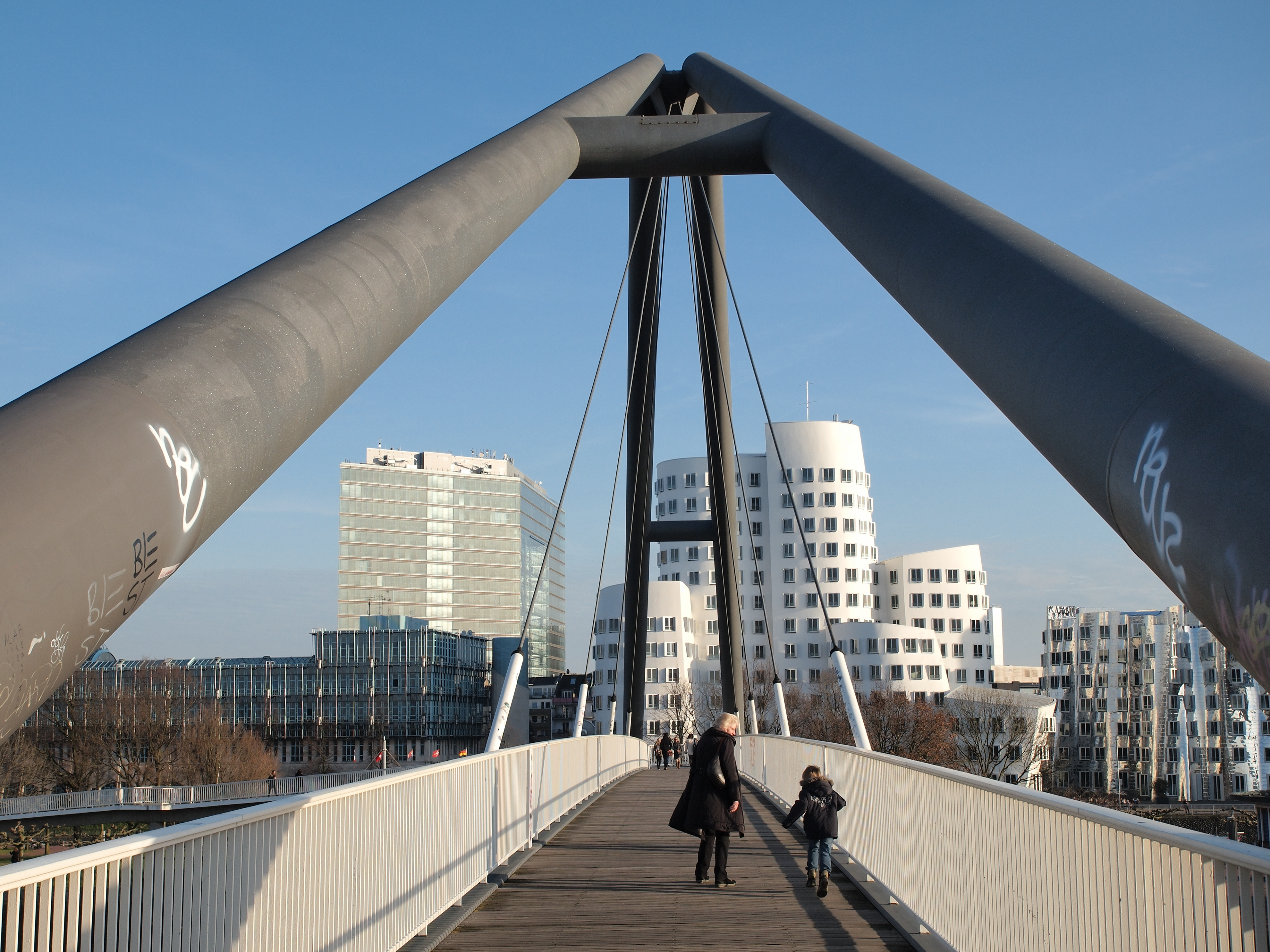
Widok z mostu Hafenbrücke

Neue Zollhof – zespół budynków w „Medienhafen” w Düsseldorfie oddany do użytku 19 października 1999. Budynki są również znane jako Gehry-Bauten (Budynki Gehry’ego) od ich architekta i projektanta, Franka Gehry’ego.

## Historia
Na początku 1990 ogłoszono konkurs na zagospodarowanie przestrzeni placu Zollhof, którego budynki miały być zburzone. Konkurs wygrała Zaha Hadid. Ostatecznie jej „projekt dekonstrukcyjny” nie został zrealizowany.
Zamiast tego w latach 1996–1998 wzniesiono trzy dekonstruktywistyczne budynki według projektów Franka Gehry’ego i firmy Beucker, Maschlanka und Partner za około 120 mln marek. Projekt budynków nie posiada gzymsów ani cokołów. Widoczna jest krzywizna elewacji o „płynącej, falistej powierzchni”. Podział na trzy budynki i zagospodarowanie przestrzeni dla pieszych miały na celu zachowanie swobodnego dostępu do portu dla przyległego osiedla mieszkaniowego.
Budynek jest oficjalnie własnością luksemburskiego funduszu inwestycyjnego. W lutym 2021 dziennikarze śledczy projektu OpenLux ujawnili, że faktycznym właścicielem jest syn indonezyjskiego magnata oleju palmowego Sukanto Tanoto. Własność Andre Tanotosa została według nich zamaskowana przez pośredników z kilku firm przykrywek w Luksemburgu w celu obejścia podatków.

## Literatura
- Frank O. Gehry: Der Neue Zollhof Düsseldorf. Bottrop / Essen: 1999. ISBN 978-3-89355-206-1. (niem.). Brak numerów stron w książce